# Marynki (Wola Gałęzowska)
Marynki – część wsi Wola Gałęzowska w Polsce, położona w województwie lubelskim, w powiecie lubelskim, w gminie Bychawa.
W latach 1975–1998 Marynki administracyjnie należały do ówczesnego województwa lubelskiego.